# Louis Myers
Louis Myers (Byhalia, 18 september 1929 – Chicago, 5 september 1994) was een Amerikaanse bluesgitarist en -mondharmonicaspeler, die vooral bekend was als lid van de band The Aces.

## Biografie
Net als zijn broer Dave kwam Louis Myers in 1941 met het gezin uit Mississippi naar Chicago. Beiden leerden de Chicago blues kennen via Lonnie Johnson, nadat ze eerder hadden geleerd countryblues te spelen op de gitaar van hun vader Amos Myers. Als tiener trad Louis op met de bluesmuzikanten Othum Brown en Arthur 'Big Boy' Spires.
Met zijn broer Dave (gitaar, mondharmonica) vormde Louis het duo The Little Boys. Dave speelde het ritme op zijn elektrische gitaar terwijl Louis de leadgitaar speelde. Samen met Junior Wells (mondharmonica) en Fred Below (drums) werden The Aces geformeerd. Met Little Walter in plaats van Wells namen ze tot halverwege de jaren 1950 een aantal hits op als Little Walter & His Jukes.
In 1954 verliet Louis de band om als sessiemuzikant te gaan werken. In de jaren 1970 gingen de gebroeders Myers weer op tournee als The Aces. In 1978 bracht Louis zijn eerste album I'm a Southern Man uit onder zijn eigen naam. Louis Myers kreeg in 1991 een beroerte tijdens het opnemen van zijn laatste album Tell My Story Movin' .

## Overlijden
Louis Myers overleed in september 1994 op bijna 65-jarige leeftijd.
- Bibliothèque nationale de France: cb13897835c (data)
- International Standard Name Identifier: 0000 0000 4551 2107
- Library of Congress Control Number: no98035754
- MusicBrainz: 959dbe52-df52-4547-bdfb-d139a44ac474
- Virtual International Authority File: 14384396
- WorldCat: E39PBJmXMf7ybjtWTy9HGKH3cP